# Ernst von Meier

Ernst von Meier

Ernst Ludwig Arnold Meier, ab 1888 von Meier (* 12. Oktober 1832 in Braunschweig; † 21. April 1911 in Berlin), war ein deutscher Rechtswissenschaftler.

## Leben
Ernst von Meier stammte aus einem alten Hildesheimer Bürgergeschlecht, aus denen Theologen, Beamte und Juristen hervorgegangen sind. Sein Vater Ernst Meier (1790–1874), selbst promovierter Jurist, war Stadtrat in Braunschweig. Seine Mutter Luise (1812–1878) war die Tochter des Appellationsrichters und Kammerrates Rudolph Lüderßen (1778–1826). Sein Bruder war der Berufsoffizier und Lokalhistoriker Heinrich Meier.
Meier begann im Jahr 1852 ein Studium an der Universität Heidelberg, wo er unter anderem Vorlesungen der Geschichtswissenschaftler Ludwig Häusser (1818–1867) und Georg Gervinus (1805–1871) besuchte. Sein Hauptaugenmerk lag auf dem Studienfach Jura, wozu er die Vorlesungen von Robert von Mohl (1799–1875) hörte. 1855 wechselte er an die Friedrich-Wilhelms-Universität nach Berlin, wo er sein erstes juristisches Examen bestand und 1856 mit dem Thema „Die Rechtsbildung in Staat und Kirche“ zum Doktor des Kirchenrechtes promovierte.
1856 habilitierte er an der Universität Göttingen und war in der Folge Privatdozent für Kirchenrecht, Rechtsenzyklopädie, deutsche Rechtsgeschichte sowie deutsches Staatsrecht. Im Jahr 1865 wechselte Meier zurück nach Berlin, wo er 1866 erneut habilitierte. Er hatte zudem eine Stelle als Regierungsreferendar in Stettin. 1868 wurde er als außerordentlicher Professor der juristischen Fakultät an die Universität Halle-Wittenberg gerufen. Nach seiner Teilnahme am Frankreichfeldzug und folgte Meier 1871 einem Ruf als ordentlicher Professor an die Universität Halle-Wittenberg.
Meier wurde im Jahr 1879 Rektor der Hallenser Alma Mater, 1886 Kurator an der Universität Marburg und 1888 Kurator an der Universität Göttingen. Am 5. Mai 1888 wurde er in den preußischen Adelsstand erhoben. Aufgrund von Auseinandersetzungen mit Minister Friedrich Althoff (1839–1908) ging er wieder nach Berlin zurück, wo er sich in seinen letzten Lebensjahren literarisch betätigte.
1894 verlieh ihm die Universität Göttingen die philosophische Ehrendoktorwürde. 1901 wurde er Mitglied der Akademie der Wissenschaften zu Göttingen.

## Schriften
- Über das Verhältnis von Justiz und Verwaltung in England. In: Zeitschrift für Deutsches Staatsrecht. 1. Jahrgang, 1867, ZDB-ID 2173795-2, OCLC 1039377819, S. 275–353.
- Das Verwaltungsrecht. In: Franz von Holtzendorff (Hrsg.): Encyclopädie der Rechtswissenschaft in systematischer und alphabetischer Bearbeitung. 1. Theil, Systematische Darstellung.  Dunker & Humblot, Leipzig, 1870, S. 693–746
- Das Verwaltungsrecht. In: Franz von Holtzendorff (Begr.), Josef Kohler (Hrsg.): Encyklopädie der Rechtswissenschaft in systematischer Bearbeitung. 6., der Neubearbeitung 1. Auflage. Dunker & Humblot, Leipzig; J. Guttentag, Berlin. 2. Band, 1904, S. 639–760.
- Über den Abschluß von Staatsverträgen. Duncker & Humblot, Leipzig 1874, Digitalisat MDZ.
- Über die Frage der Communalbesteuerung. In: Verein für Socialpolitik (Hrsg.): Die Communalsteuerfrage. Zehn Gutachten und Berichte (= Schriften des Vereins für Sozialpolitik. 12). Duncker & Humblot, Leipzig 1877, S. 77–109
- Robert von Mohl. In: Zeitschrift für die gesamte Staatswissenschaft. 34 Band, Verlag der H. Laupp'schen Buchhandlung, Tübingen 1878, ISSN 0044-2550, S. 431–528.
- Die Reform der Verwaltungsorganisation unter Stein und Hardenberg. Verlag von Duncker & Humblot, Leipzig 1881, Digitalisat MDZ ﹘ Nach dem Tode des Verfassers herausgegebene zweite Auflage, mit Anmerkungen und einer Einleitung von Friedrich Thimme. Verlag von Duncker & Humblot, München und Leipzig 1912, digital.ub.uni-leipzig.
- Hannoversche Verfassungs- und Verwaltungsgeschichte 1680-1866, 2 Bände. 1898/1899
  - Band 1: Die Verfassungsgeschichte, bearb. von Hans-Walter Pries, Digitale Volltext-Ausgabe der Ausgabe 1898.
  - Band 2: Die Verwaltungsgeschichte. 1899, Volltext in der Google-Buchsuche.
- Französische Einflüsse auf die Staats- und Rechtsentwicklung Preußens im XIX. Jahrhundert. 2 Bände. Duncker & Humblot, Leipzig
  - Band 1: Prolegomena. 1907, Volltext – Internet Archive.
  - Band 2: Preußen und die französische Revolution. 1908, Volltext – Internet Archive.
- Savigny. das gemeine Recht und der preußische Staat im Jahre 1818. In: Zeitschrift der Savigny-Stiftung für Rechtsgeschichte. Germanistische Abteilung (ZSRG.G) Bd. 30, 1909, S. 318–326, doi:10.7767/zrgga.1909.30.1.318.